# Spanisches Ölsyndrom
Das Spanische Ölsyndrom (englisch Toxic Oil Syndrome (TOS), spanisch síndrome del aceite tóxico) entstand 1981 infolge einer Massenvergiftung durch verunreinigtes Speiseöl. Dabei erkrankten ca. 20.000 Personen, von denen Schätzungen zufolge etwa 700 in den folgenden Jahren starben.

## Vorgeschichte
Mit Anilin vergälltes Rapsöl
wurde, mit Olivenöl vermischt, als Speiseöl in den Handel gebracht und in Spanien von Straßenhändlern verkauft.

## Symptome
Unter anderem traten folgende Symptome auf:
- Myalgie (allg. Muskelschmerz)
- periphere Eosinophilie
- Lungeninfiltrate (Ansammlungen von Flüssigkeiten und zellulären Bestandteilen in der Lunge)
- Sklerodermie (Bindegewebsverhärtung der Haut allein oder der Haut und innerer Organe)

## Toxikologie
Der genaue Mechanismus der Vergiftung und damit das toxische Agens ist noch immer unklar. Nachdem sich die Anilin-Hypothese nicht bestätigt hat, werden nun unter anderem ein Zusammenhang mit Fettsäure-Estern des 3-(N-Phenylamino)-1,2-propandiols (PAP) sowie Autoimmun-Mechanismen diskutiert.

## Prozess
Ende der 1980er Jahre fand vor der Audiencia Nacional de España, dem Nationalen Gerichtshof von Spanien, ein Prozess statt. Am 20. Mai 1989 wurden 13 von 38 angeklagten Unternehmen verurteilt, wobei Haftstrafen zwischen sechs Monaten und 20 Jahren ausgesprochen wurden. Aus Sicht der betroffenen Opfer fielen die Strafen viel zu mild aus, zumal sie selbst zunächst keinen Anspruch auf finanzielle Unterstützung hatten. Erst im Jahre 1997 erkannte der Oberste Gerichtshof den Opfern eine staatliche Abfindung zu, nachdem seitens des Gerichtes festgestellt wurde, dass Beamte aus Gesundheits- und Grenzbehörden eine Mitverantwortung trugen.

„Man hat uns vor Gericht als zweitklassige Menschen behandelt. Wir seien vergiftet worden, weil wir dort eingekauft haben, wo wir es nicht hätten tun sollen. Sogar ein hoher Amtsträger hat die Verantwortung auf die Opfer geschoben: Wir hätten eben billiges Öl gekauft.“

## Nachwirkung
Der Giftölskandal war Anlass für eine gesetzliche Regelung des Verbraucherschutzes in Spanien. Außerdem wurden danach die Lebensmittelkontrollen verstärkt. In Madrid wurde im Jahre 2019 eine Stele zum Gedenken der Opfer errichtet, die an den größten Lebensmittelskandal in der Geschichte Spaniens erinnert.

## Alternative Theorien
Eine wissenschaftliche Minderheitenmeinung besagt, dass die Vergiftungsserie von mit Pestiziden kontaminierten Tomaten ausgelöst wurde.